# Nemless
Nemless est un groupe de punk rock et hardcore français, originaire d'Albi, dans le Tarn. Le groupe comptera des membres de Babylon Circus (Jo à la guitare et au chant), Now'n'Later (Pix à la guitare et au chant), Dirty Fonzy (Dadé à la batterie). Oscillant entre Burning Heads et Nomeansno, Nemless compte une centaine de concerts en France, Espagne, Allemagne, et plusieurs démo et mini-albums. Le groupe décide d'arrêter sa course en 2003, éditant pour l'occasion un dernier CD enregistré en live.

## Biographie
Nemless est formé à la fin 1996 à Albi. Après quelques démos enregistrées dans leur garage, les cassettes sont auto-distribuées dans la scène underground et, après deux concerts, le groupe se popularise localement. Le groupe, qui comprend Jo (guitare, chant), Fred (guitare, chant), Ben (management, guitare), Dadé (batterie), Xav (percussions) et Momo (basse), enregistre son premier EP en mai 1998 dans un style purement do it yourself. En mars 1999, Nemless et le groupe Now'n'Later publient un split douze titres.
En 2001, le groupe participe à la deuxième édition de l'Urban Fest. En octobre 2001, le groupe publie un split avec le groupe Quatre Degré Sept au label Skalopards Anonymes ; il s'agit de la première apparition des Nemless sur un label officiel,,. En janvier 2003, le groupe effectue une tournée de 10 concerts en Espagne. Le groupe décide d'arrêter sa course en 2003, éditant pour l'occasion un dernier CD enregistré en live. À ce moment, leur dernier concert s'effectue à Albi, le 28 juin 2003 au Public Domain Sk8 Park.
Le 4 juin 2010, le groupe se reforme pour une date unique avec Tak'Up, Burning Heads et Punish Yourself pour jouer au MJC L'idéal à Albi. Ils jouent aussi au Zguen Festival avec Elderberries et Punish Yourself.
Le 31 juillet 2022, le groupe se produit pour une seule date, « à la maison » lors de l'XTREME FEST#9 à Cap'Découverte, Le Garric. Pour la première fois, les membres se retrouvent à 5 sur scène : 3 guitaristes, avec basse et batterie. 

## Discographie
- 1997 : Buy Drink Gerb Beer (auto-production)
- 1999 : Now'n'Later vs. Nemless (split 12 titres)
- 1999 : Nemless (auto-production)
- 2002 : Nemless et quatre degrés sept font du gras (Skalopards Anonymes)
- 2004 : Nemless Live (Chanmax Records)